# Gran Premio motociclistico di Indianapolis 2011
Il Gran Premio motociclistico di Indianapolis 2011 corso il 28 agosto, è stato il dodicesimo Gran Premio della stagione 2011, svoltosi sul circuito di Indianapolis. Ha visto le vittorie di: Casey Stoner in MotoGP, Marc Márquez in Moto2 e Nicolás Terol nella classe 125.

## MotoGP

### Arrivati al traguardo
| Pos. | Nº | Pilota           | Squadra                 | Motocicletta       | Giri | Tempo     | Griglia | Punti |
| ---- | -- | ---------------- | ----------------------- | ------------------ | ---- | --------- | ------- | ----- |
| 1º   | 27 | Casey Stoner     | Repsol Honda            | Honda RC212V       | 28   | 46:52.786 | 1       | 25    |
| 2º   | 26 | Daniel Pedrosa   | Repsol Honda            | Honda RC212V       | 28   | +4.828    | 4       | 20    |
| 3º   | 11 | Ben Spies        | Yamaha Factory Racing   | Yamaha YZR-M1      | 28   | +10.603   | 2       | 16    |
| 4º   | 1  | Jorge Lorenzo    | Yamaha Factory Racing   | Yamaha YZR-M1      | 28   | +16.576   | 3       | 13    |
| 5º   | 4  | Andrea Dovizioso | Repsol Honda            | Honda RC212V       | 28   | +17.202   | 5       | 11    |
| 6º   | 19 | Álvaro Bautista  | Rizla Suzuki            | Suzuki GSV-R       | 28   | +30.447   | 9       | 10    |
| 7º   | 5  | Colin Edwards    | Monster Yamaha Tech 3   | Yamaha YZR-M1      | 28   | +39.690   | 6       | 9     |
| 8º   | 14 | Randy de Puniet  | Pramac Racing           | Ducati Desmosedici | 28   | +53.416   | 12      | 8     |
| 9º   | 7  | Hiroshi Aoyama   | San Carlo Honda Gresini | Honda RC212V       | 28   | +53.790   | 13      | 7     |
| 10º  | 46 | Valentino Rossi  | Ducati Team             | Ducati Desmosedici | 28   | +55.345   | 14      | 6     |
| 11º  | 35 | Cal Crutchlow    | Monster Yamaha Tech 3   | Yamaha YZR-M1      | 28   | +57.184   | 11      | 5     |
| 12º  | 58 | Marco Simoncelli | San Carlo Honda Gresini | Honda RC212V       | 28   | +1:00.141 | 7       | 4     |
| 13º  | 24 | Toni Elías       | LCR Honda               | Honda RC212V       | 28   | +1:02.169 | 15      | 3     |
| 14º  | 69 | Nicky Hayden     | Ducati Team             | Ducati Desmosedici | 26   | +2 giri   | 8       | 2     |

### Ritirati
| Nº | Pilota          | Squadra               | Motocicletta       | Giri | Griglia |
| -- | --------------- | --------------------- | ------------------ | ---- | ------- |
| 8  | Héctor Barberá  | Mapfre Aspar          | Ducati Desmosedici | 27   | 10      |
| 17 | Karel Abraham   | Cardion AB Motoracing | Ducati Desmosedici | 20   | 16      |
| 65 | Loris Capirossi | Pramac Racing         | Ducati Desmosedici | 16   | 17      |

## Moto2
Variazioni nella lista di partenza riguardano Yonny Hernández e Axel Pons che, entrambi infortunati, vengono sostituiti rispettivamente da Martín Cárdenas e Alex Baldolini, lo stesso Baldolini viene a sua volta rimpiazzato dal team NGM Forward Racing con Raffaele De Rosa. Altri cambiamenti sono JD Beach che prende il posto di Tommaso Lorenzetti al team Aeroport de Castelló e Jacob Gagne che ottiene una wildcard, correndo con una FTR M211.

### Arrivati al traguardo
| Pos. | Nº | Pilota             | Squadra                           | Motocicletta       | Giri | Tempo     | Griglia | Punti |
| ---- | -- | ------------------ | --------------------------------- | ------------------ | ---- | --------- | ------- | ----- |
| 1º   | 93 | Marc Márquez       | CatalunyaCaixa Repsol             | Suter MMX          | 26   | 45:50.601 | 1       | 25    |
| 2º   | 44 | Pol Espargaró      | HP Tuenti Speed Up                | FTR                | 26   | +1.889    | 7       | 20    |
| 3º   | 34 | Esteve Rabat       | Blusens-STX                       | FTR                | 26   | +2.310    | 9       | 16    |
| 4º   | 38 | Bradley Smith      | Tech 3 Racing                     | Tech 3 Mistral 610 | 26   | +3.389    | 4       | 13    |
| 5º   | 45 | Scott Redding      | Marc VDS Racing                   | Suter MMX          | 26   | +5.674    | 11      | 11    |
| 6º   | 65 | Stefan Bradl       | Viessmann Kiefer Racing           | Kalex              | 26   | +9.134    | 22      | 10    |
| 7º   | 60 | Julián Simón       | Mapfre Aspar                      | Suter MMX          | 26   | +9.347    | 15      | 9     |
| 8º   | 75 | Mattia Pasini      | Ioda Racing Project               | FTR                | 26   | +15.010   | 6       | 8     |
| 9º   | 36 | Mika Kallio        | Marc VDS Racing                   | Suter MMX          | 26   | +15.031   | 18      | 7     |
| 10º  | 40 | Aleix Espargaró    | Pons HP 40                        | Pons Kalex         | 26   | +15.339   | 17      | 6     |
| 11º  | 29 | Andrea Iannone     | Speed Master                      | Suter MMX          | 26   | +17.447   | 3       | 5     |
| 12º  | 77 | Dominique Aegerter | Technomag-CIP                     | Suter MMX          | 26   | +21.727   | 8       | 4     |
| 13º  | 19 | Xavier Siméon      | Tech 3 B                          | Tech 3 Mistral 610 | 26   | +24.279   | 24      | 3     |
| 14º  | 3  | Simone Corsi       | Ioda Racing Project               | FTR                | 26   | +25.714   | 2       | 2     |
| 15º  | 15 | Alex De Angelis    | JIR Moto2                         | MotoBi             | 26   | +26.894   | 10      | 1     |
| 16º  | 16 | Jules Cluzel       | NGM Forward Racing                | Suter MMX          | 26   | +27.375   | 12      |       |
| 17º  | 12 | Thomas Lüthi       | Interwetten Paddock               | Suter MMX          | 26   | +27.546   | 5       |       |
| 18º  | 18 | Jordi Torres       | Mapfre Aspar                      | Suter MMX          | 26   | +27.764   | 21      |       |
| 19º  | 88 | Ricard Cardús      | QMMF Racing                       | Moriwaki           | 26   | +27.946   | 14      |       |
| 20º  | 51 | Michele Pirro      | Gresini Racing                    | Moriwaki           | 26   | +29.362   | 13      |       |
| 21º  | 4  | Randy Krummenacher | GP Team Switzerland Kiefer Racing | Kalex              | 23   | +31.701   | 23      |       |
| 22º  | 71 | Claudio Corti      | Italtrans Racing                  | Suter MMX          | 26   | +32.030   | 26      |       |
| 23º  | 35 | Raffaele De Rosa   | NGM Forward Racing                | Suter MMX          | 26   | +32.100   | 19      |       |
| 24º  | 76 | Max Neukirchner    | MZ Racing                         | MZ-RE Honda        | 26   | +35.387   | 16      |       |
| 25º  | 72 | Yūki Takahashi     | Gresini Racing                    | Moriwaki           | 26   | +37.801   | 20      |       |
| 26º  | 13 | Anthony West       | MZ Racing                         | MZ-RE Honda        | 26   | +42.146   | 30      |       |
| 27º  | 63 | Mike Di Meglio     | Tech 3 Racing                     | Tech 3 Mistral 610 | 26   | +53.491   | 25      |       |
| 28º  | 10 | Martín Cárdenas    | Blusens-STX                       | FTR                | 26   | +58.947   | 31      |       |
| 29º  | 73 | J.D. Beach         | Aeroport de Castello              | FTR                | 26   | +1:04.334 | 35      |       |
| 30º  | 53 | Valentin Debise    | Speed Up                          | FTR                | 26   | +1:12.230 | 34      |       |
| 31º  | 32 | Jacob Gagne        | GPTech                            | FTR                | 26   | +1:12.230 | 33      |       |
| 32º  | 39 | Robertino Pietri   | Italtrans Racing                  | Suter MMX          | 26   | +1:15.177 | 37      |       |
| 33º  | 64 | Santiago Hernández | SAG Team                          | FTR                | 26   | +1:15.899 | 38      |       |
| 34º  | 25 | Alex Baldolini     | Pons HP 40                        | Pons Kalex         | 26   | +1:37.102 | 32      |       |
| 35º  | 95 | Mashel Al Naimi    | QMMF Racing                       | Moriwaki           | 25   | +1 giro   | 36      |       |

### Ritirati
| Nº | Pilota              | Squadra                | Motocicletta | Giri | Griglia |
| -- | ------------------- | ---------------------- | ------------ | ---- | ------- |
| 14 | Ratthapark Wilairot | Thai Honda Singha SAG  | FTR          | 21   | 27      |
| 31 | Carmelo Morales     | Desguaces La Torre G22 | Moriwaki     | 15   | 28      |
| 9  | Kenny Noyes         | Avintia-STX            | FTR          | 7    | 29      |

### Non partito
| Nº | Pilota         | Squadra       | Motocicletta |
| -- | -------------- | ------------- | ------------ |
| 54 | Kenan Sofuoğlu | Technomag-CIP | Suter MMX    |

## Classe 125
Per questa gara l'infortunato Luis Salom viene sostituito da Brad Binder.

### Arrivati al traguardo
| Pos. | Nº | Pilota              | Squadra                        | Motocicletta | Giri | Tempo     | Griglia | Punti |
| ---- | -- | ------------------- | ------------------------------ | ------------ | ---- | --------- | ------- | ----- |
| 1º   | 18 | Nicolás Terol       | Bankia Aspar                   | Aprilia      | 23   | 42:11.978 | 1       | 25    |
| 2º   | 25 | Maverick Viñales    | Blusens by Paris Hilton Racing | Aprilia      | 23   | +3.633    | 4       | 20    |
| 3º   | 11 | Sandro Cortese      | Intact-Racing Team Germany     | Aprilia      | 23   | +3.737    | 2       | 16    |
| 4º   | 33 | Sergio Gadea        | Blusens by Paris Hilton Racing | Aprilia      | 23   | +4.227    | 9       | 13    |
| 5º   | 5  | Johann Zarco        | Avant-AirAsia-Ajo              | Derbi        | 23   | +14.186   | 3       | 11    |
| 6º   | 7  | Efrén Vázquez       | Avant-AirAsia-Ajo              | Derbi        | 23   | +14.200   | 7       | 10    |
| 7º   | 55 | Héctor Faubel       | Bankia Aspar                   | Aprilia      | 23   | +18.477   | 6       | 9     |
| 8º   | 44 | Miguel Oliveira     | Andalucia Banca Civica         | Aprilia      | 23   | +23.992   | 11      | 8     |
| 9º   | 94 | Jonas Folger        | Red Bull Ajo MotorSport        | Aprilia      | 23   | +24.239   | 8       | 7     |
| 10º  | 84 | Jakub Kornfeil      | Ongetta-Centro Seta            | Aprilia      | 23   | +38.748   | 12      | 6     |
| 11º  | 15 | Simone Grotzkyj     | Phonica Racing                 | Aprilia      | 23   | +39.194   | 13      | 5     |
| 12º  | 96 | Louis Rossi         | Matteoni Racing                | Aprilia      | 23   | +40.203   | 18      | 4     |
| 13º  | 52 | Danny Kent          | Red Bull Ajo MotorSport        | Aprilia      | 23   | +44.088   | 5       | 3     |
| 14º  | 10 | Alexis Masbou       | Caretta Technology             | KTM          | 23   | +45.201   | 10      | 2     |
| 15º  | 3  | Luigi Morciano      | Team Italia FMI                | Aprilia      | 23   | +46.037   | 16      | 1     |
| 16º  | 53 | Jasper Iwema        | Ongetta-Abbink Metaal          | Aprilia      | 23   | +58.451   | 23      |       |
| 17º  | 14 | Brad Binder         | RW Racing GP                   | Aprilia      | 23   | +1:12.015 | 26      |       |
| 18º  | 43 | Francesco Mauriello | WTR-Ten10 Racing               | Aprilia      | 23   | +1:12.898 | 21      |       |
| 19º  | 63 | Zulfahmi Khairuddin | Airasia-Sic-Ajo                | Derbi        | 23   | +1:14.294 | 19      |       |
| 20º  | 36 | Joan Perelló        | Matteoni Racing                | Aprilia      | 23   | +1:23.947 | 25      |       |
| 21º  | 17 | Taylor Mackenzie    | Phonica Racing                 | Aprilia      | 23   | +1:29.369 | 20      |       |
| 22º  | 56 | Péter Sebestyén     | Caretta Technology             | KTM          | 23   | +1:29.813 | 28      |       |
| 23º  | 19 | Alessandro Tonucci  | Team Italia FMI                | Aprilia      | 23   | +1:34.296 | 24      |       |
| 24º  | 30 | Giulian Pedone      | Phonica Racing                 | Aprilia      | 21   | +2 giri   | 27      |       |

### Ritirati
| Nº | Pilota           | Squadra                 | Motocicletta | Giri | Griglia |
| -- | ---------------- | ----------------------- | ------------ | ---- | ------- |
| 77 | Marcel Schrötter | Mahindra Racing         | Mahindra     | 22   | 17      |
| 26 | Adrián Martín    | Bankia Aspar            | Aprilia      | 20   | 14      |
| 50 | Sturla Fagerhaug | WTR-Ten10 Racing        | Aprilia      | 11   | 22      |
| 31 | Niklas Ajo       | TT Motion Events Racing | Aprilia      | 7    | 15      |
| 21 | Harry Stafford   | Ongetta-Centro Seta     | Aprilia      | 7    | 29      |

### Non partiti
| Nº | Pilota          | Squadra                | Motocicletta |
| -- | --------------- | ---------------------- | ------------ |
| 99 | Danny Webb      | Mahindra Racing        | Mahindra     |
| 23 | Alberto Moncayo | Andalucia Banca Civica | Aprilia      |